# Drzewoszka
Drzewoszka (Ybyrapora) – rodzaj pająków z rodziny ptasznikowatych i podrodziny Aviculariinae. Obejmuje trzy opisane gatunki, wszystkie endemiczne dla brazylijskiej części formacji Mata Atlântica. Prowadzą głównie nadrzewny tryb życia. Są silnie zagrożone przez wylesianie i odłów do celów handlowych.

## Morfologia
Pająki te osiągają niewielkie jak na ptaszniki rozmiary. Długość prosomy dochodzi do około 16 mm u samic i około 13 mm u samców, a długość opistosomy do około 17 mm u samic i około 13 mm u samców, przy czym te maksymalne wymiary osiąga tylko drzewoszka innostópka, a pozostałe gatunki są wyraźnie mniejsze. Rozpiętość odnóży u przedstawicieli rodzaju dochodzi do 9–10 cm.
Prosoma ma nieco dłuższy niż szeroki karapaks o lekko wyniesionej części głowowej oraz płytkich i prostych jamkach. Ośmioro oczu ustawionych jest w dwóch rzędach na szerszym niż dłuższym i nieco wyniesionym wzgórku ocznym. Oczy przednio-boczne leżą bardziej z przodu niż przednio-środkowe, a oczy tylno-boczne bardziej z tyłu niż tylno-środkowe. Nadustek jest wąski lub nie ma go wcale. Szczękoczułki pozbawione są szeregu sztywnych szczecin (rastellum). Zarys wargi dolnej jest niemal kwadratowy, szerszy niż dłuższy. Szczęki mają obrys prawie trójkątny wskutek wyciągnięcia przedniego płata w stożkowaty wyrostek. Dłuższe niż szerokie sternum swym ostro kanciastym wierzchołkiem tylnym nie rozdziela ostatniej pary bioder. Kolejność par odnóży od najdłuższej do najkrótszej to I, IV, II, III, tylko u samic gatunku typowego IV, I, II, III. Stopy wszystkich par zaopatrzone są w skopule, a w częściach odsiebnych także w maczugowate trichobotria. Górne pazurki pozbawione są ząbkowania, a dolnych nie ma wcale.
Opistosoma (odwłok) u obu płci na grzbietowej stronie ma grube włoski drażniące typu II. Ptaszniki te odznaczają się dużymi zmianami w ubarwieniu opistosomy w ciągu rozwoju osobniczego. U osobników niedorosłych występuje na jej wierzchu ciemny obszar z zygzakowatymi brzegami połączonymi z ciemnymi pasami poprzecznymi, a pośrodku tegoż obszaru biegnie podłużna pręga o rudym zabarwieniu. U dorosłych samców drzewoszki szafirowej i drzewoszki deszczowej podłużny pas na środku odwłoka utrzymuje się, a u samic tych gatunków pozostają jedynie ślady wzoru form młodocianych. U drzewoszki innostópki samiec nie ma pasów na opistosomie, a u samicy brak jest nawet śladów wzoru. Kądziołki przędne pary tylno-bocznej mają palcowaty kształt.

Wzory barwne
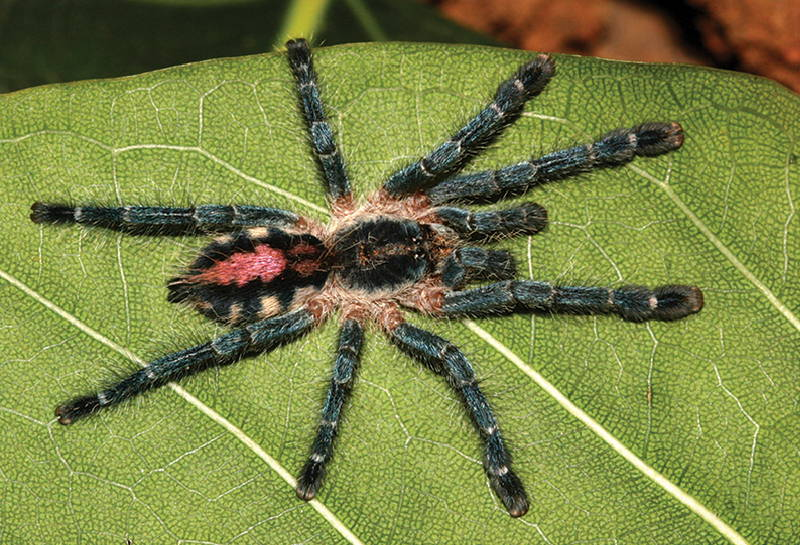
Młodociany osobnik drzewoszki deszczowej
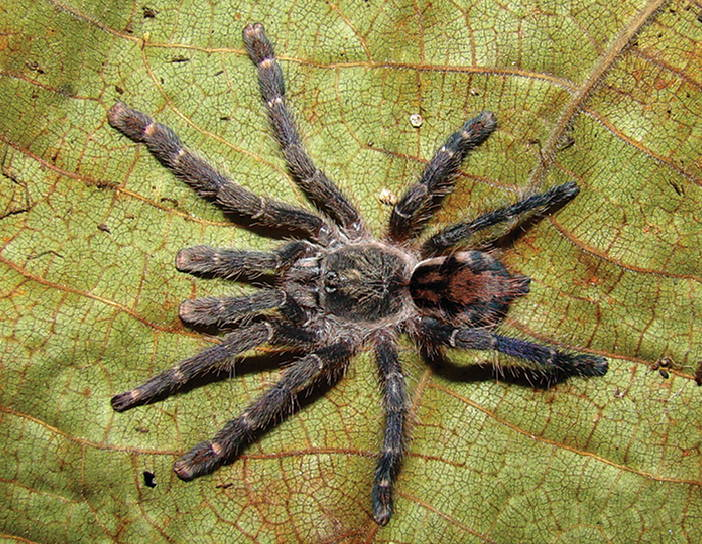
Dorosła samica drzewoszki deszczowej
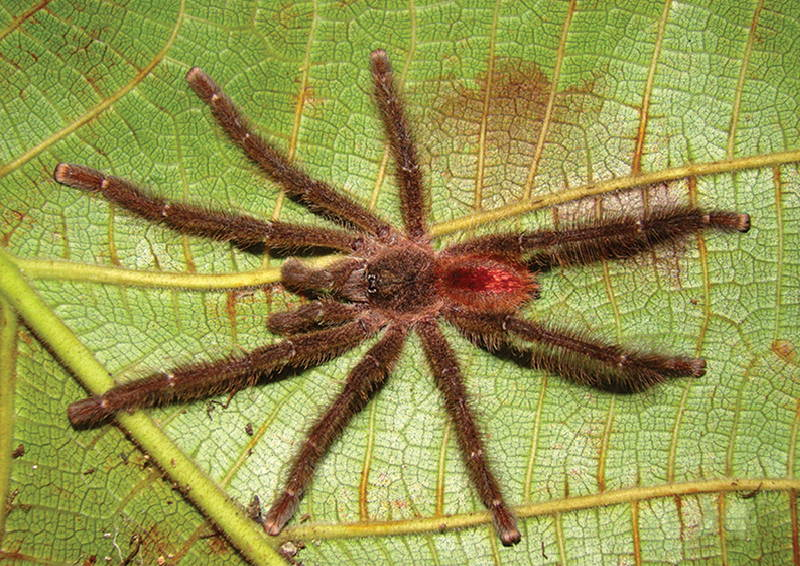
Dorosły samiec drzewoszki deszczowej
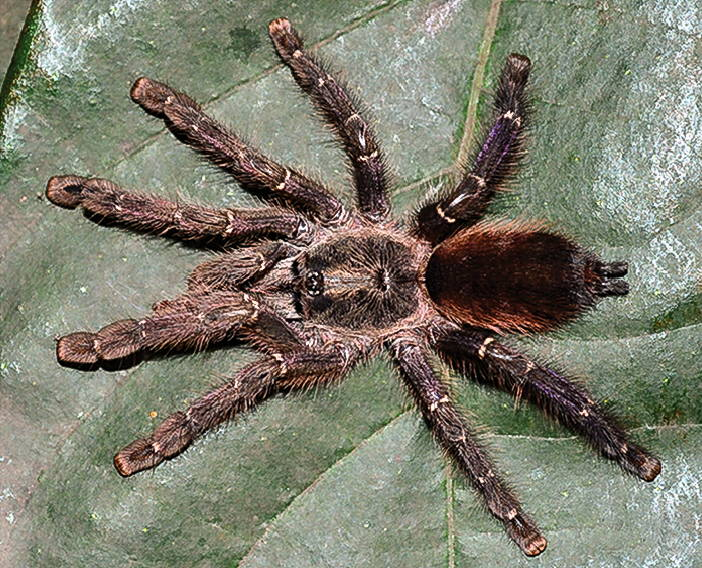
Dorosła samica drzewoszki deszczowej

Nogogłaszczki samca mają prawie trójkątne cymbium o podobnych rozmiarów płatach oraz kulisty bulbus o niewielkim subtegulum. Ponad trzykrotnie dłuższy od tegulum embolus jest spłaszczony i pozbawiony kilów. Samica odznacza się niezesklerotyzowaną, długą, nieskręconą, pośrodku wykrzywioną na zewnątrz spermateką o szerokości u nasady takiej jak pośrodku.

## Ekologia, zasięg i zagrożenie
Rodzaj neotropikalny, endemiczny dla Brazylii. Wszystkie gatunki związane są ściśle z lasami deszczowymi formacji Mata Atlântica, gdzie prowadzą głównie nadrzewny tryb życia (arborikole). Swoje oprzędy budują między połączonymi pajęczyną liśćmi różnych roślin na wysokości od kilku centymetrów do kilku metrów nad poziomem gruntu. Nocami chętnie wędrują po pniach drzew.
Pierwotnie rodzaj rozmieszczony był wzdłuż jej wybrzeża od stanu Bahia na północy po południowy stan Rio de Janeiro na południu, przy czym drzewoszki innostópka i deszczowa wyłącznie w tym pierwszym, a dalej na południe rozciągał się tylko zasięg drzewoszki szafirowej (jest to najdalej na południe występujący gatunek ze swojej podrodziny). Omawiane tereny doświadczają intensywnej i gwałtownej deforestacji. Tylko do 2009 obszar lasów atlantyckich w stanie Bahia skurczył się aż o 92,74%. Podejmowane lokalnie próby odtworzenia lasów nie przynoszą szybkiego powrotu leśnych zgrupowań pająków i takie wtórne zadrzewienia pozostają przez dłuższy czas zasiedlane przez pospolite gatunki terenów otwartych. Drzewoszka deszczowa pozostaje znana jedynie z materiału typowego z lokalizacji typowej. Drzewoszkę szafirową znaleziono w stanie Rio de Janeiro ostatnio w 1956 roku – przypuszczalnie jest tam skrajnie rzadka lub już wymarła, co oznaczać może, że rodzaj jest obecnie endemitem stanu Bahia. Sytuację dodatkowo pogarszają odłowy drzewoszki innostópki celem sprzedaży na rynku terrarystycznym (handluje się nimi m.in. w Wielkiej Brytanii, Niemczech, Polsce, na Węgrzech, w Chinach, Tajwanie i Stanach Zjednoczonych).
Ze względu na niszczenie siedliska i potencjał komercyjny badacze od 2009 roku postulują umieszczenie tego rodzaju w załączniku CITES oraz w Czerwonej księdze gatunków zagrożonych Międzynarodowej Unii Ochrony Przyrody.

## Taksonomia
Rodzaj ten wprowadzony został w 2017 roku przez Caroline Sayuri Fukushimę i Rogéria Bertaniego na podstawie analizy kladystycznej. Nazwa rodzajowa jest połączeniem dwóch słów wywodzących się z języka należącego do rodziny tupi – ybyrá i pora – oznaczających razem „tego, który żyje na drzewie”. Wcześniej zaliczane do Ybyrapora gatunki umieszczano w rodzaju Avicularia. Wyniki analizy wskazują na monofiletyzm Ybyrapora, a większość otrzymanych drzew filogenetycznych na siostrzaną relację tegoż rodzaju z kladem obejmującym wszystkie gatunki rodzaju barwnonóżka (Iridopelma) z wyjątkiem barwnonóżki zielonej (I. marcoi).
Do rodzaju tego należą trzy opisane gatunki:
- Ybyrapora diversipes (C.L. Koch, 1842) – drzewoszka innostópka
- Ybyrapora gamba (Bertani et Fukushima, 2009) – drzewoszka deszczowa
- Ybyrapora sooretama (Bertani et Fukushima, 2009) – drzewoszka szafirowa

Gatunkiem typowym wyznaczono ostatni z wymienionych.